# アルマ・ザディッチ
アルマ・ザディッチ（ドイツ語: Alma Zadić、1984年5月24日 - ）は、オーストリアの政治家、弁護士。2020年からオーストリア連邦法務大臣を務める。

## 経歴
旧ユーゴスラビアのボスニア・ヘルツェゴビナ社会主義共和国北部トゥズラで生まれる。10歳の時にボスニア紛争のため、オーストリアに難民として逃れてきた。2003年からウィーン大学の法学部で学ぶ。コロンビア大学のロー・スクールに留学し法学修士号を取得し、2017年にはウィーン大学で博士号を取得した。
オーストリア国民党と緑の党の連立合意によって2020年に発足した第2次クルツ内閣で法務大臣に就任。